# بطولة آسيا للأندية للسيدات 2021
أقيمت بطولة الأندية الآسيوية للسيدات 2021 (المعروفة أيضًا باسم بطولة الأندية الآسيوية للسيدات 2021 - البطولة التجريبية (الغرب)) باعتبارها النسخة الثانية من البطولة الأهم للأندية النسائية في الاتحاد الآسيوي لكرة القدم، وأُقيمت بين 7 و13 نوفمبر. تنافست أربعة أندية من أربع اتحادات.

## الفرق
شاركت الفرق التالية في بطولة المنطقة الغربية.
| الفريق         | طريقة التأهل                               | الظهور (آخر مرة) |
| -------------- | ------------------------------------------ | ---------------- |
| نادي بنيودكور  | بطل دوري أوزبكستان لكرة القدم للسيدات 2020 | الأول            |
| غوكولام كيرالا | بطل الدوري الهندي الممتاز للسيدات 2019–20  | الأول            |
| شهرداری سیرجان | بطل دوري كوثر الإيراني 2020–21             | الأول            |
| عمان SC        | بطل دوري الأردن لكرة القدم للسيدات 2021    | الأول            |

في البداية، تم الإعلان عن إقامة بطولة في المنطقة الشرقية تضم فرقًا من تايلاند، فيتنام، ميانمار، وتايوان. ولكن في أواخر يوليو، تم الإعلان عن أنه بسبب قيود كوفيد-19، لم تُبدِ أي أندية من الشرق اهتمامًا باستضافة البطولة، وبالتالي تم إلغاؤها.

## الشكل
لعبت الفرق بنظام الدوري من مرحلة واحدة.
معايير كسر التعادل
تم تصنيف الفرق بناءً على النقاط (3 نقاط للفوز، نقطة واحدة للتعادل، 0 نقطة للخسارة)، وفي حال التساوي في النقاط، تم تطبيق المعايير التالية، بالترتيب، لتحديد الترتيب النهائي:
1. النقاط في المواجهات المباشرة بين الفرق المتعادلة؛
2. فرق الأهداف في المواجهات المباشرة بين الفرق المتعادلة؛
3. الأهداف المسجلة في المواجهات المباشرة بين الفرق المتعادلة؛
4. إذا كان هناك أكثر من فريقين متعادلين، وبعد تطبيق جميع المعايير المذكورة أعلاه، لا يزال هناك تعادل بين بعض الفرق، يتم إعادة تطبيق جميع المعايير المذكورة أعلاه حصريًا على هذه المجموعة الفرعية من الفرق؛
5. فرق الأهداف في جميع مباريات المجموعة؛
6. الأهداف المسجلة في جميع مباريات المجموعة؛
7. ركلات الترجيح إذا كان الفريقان المتعادلان قد التقيا في الجولة الأخيرة من المجموعة؛
8. نقاط الانضباط (بطاقة صفراء = نقطة واحدة، بطاقة حمراء نتيجة بطاقتين صفراوين = 3 نقاط، بطاقة حمراء مباشرة = 3 نقاط، بطاقة صفراء يليها طرد مباشر = 4 نقاط)؛
9. القرعة.

| الجولة   | التواريخ       |
| -------- | -------------- |
| الجولة 1 | 7 نوفمبر 2021  |
| الجولة 2 | 10 نوفمبر 2021 |
| الجولة 3 | 13 نوفمبر 2021 |

## الترتيب
| م | الفريق         | لعب | ف | ت | خ | أ.له | أ.ع | أ.ف | نقاط |
| - | -------------- | --- | - | - | - | ---- | --- | --- | ---- |
| 1 | عمان (H, C)    | 3   | 2 | 0 | 1 | 4    | 3   | +1  | 6    |
| 2 | شهرداری سیرجان | 3   | 2 | 0 | 1 | 4    | 3   | +1  | 6    |
| 3 | غوكولام كيرالا | 3   | 1 | 0 | 2 | 4    | 4   | 0   | 3    |
| 4 | بنيودكور       | 3   | 1 | 0 | 2 | 3    | 5   | −2  | 3    |

1. 1 2  النقاط في المواجهات المباشرة: عمان 3، شهرداری سیرجان 0.

## المباريات
جميع الأوقات بتوقيت EET (UTC+2).
| بنيودكور                   | 1–2   | شهرداری سیرجان               |
| -------------------------- | ----- | ---------------------------- |
| - نوزيموفا 77' (ركلة جزاء) | تقرير | - جلال نسب 6' - علي زاده 65' |

| غوكولام كيرالا  | 1–2   | عمان                               |
| --------------- | ----- | ---------------------------------- |
| - أتشامبونغ 33' | تقرير | - جبارة 59' (ركلة جزاء) - عوني 67' |

–––-
| شهرداری سیرجان | 1–0   | غوكولام كيرالا |
| -------------- | ----- | -------------- |
| - تشاترنور 68' | تقرير |                |

| عمان | 0–1   | بنيودكور                   |
| ---- | ----- | -------------------------- |
|      | تقرير | - نوزيموفا 90' (ركلة جزاء) |

–––-
| بنيودكور      | 1–3   | غوكولام كيرالا                                      |
| ------------- | ----- | --------------------------------------------------- |
| - زويروفا 63' | تقرير | - أتشامبونغ 34' - كاليان 62' (ركلة جزاء) - بايز 68' |

| عمان                                  | 2–1   | شهرداری سیرجان               |
| ------------------------------------- | ----- | ---------------------------- |
| - جبارة 45+1' (ركلة جزاء) - جبريل 83' | تقرير | - تشاترنور 90+6' (ركلة جزاء) |

## الهدافون
| الترتيب | اللاعب            | الفريق         | الجولة 1 | الجولة 2 | الجولة 3 | المجموع |
| ------- | ----------------- | -------------- | -------- | -------- | -------- | ------- |
| 1       | إلشاداي أتشامبونغ | غوكولام كيرالا | 1        |          | 1        | 2       |
| 1       | أفسانه تشاترنور   | شهرداری سیرجان |          | 1        | 1        | 2       |
| 1       | ميساء جبارة       | عمان           | 1        |          | 1        | 2       |
| 1       | ديلدورا نوزيموفا  | بنيودكور       | 1        | 1        |          | 2       |
| 5       | زهرة علي زاده     | شهرداری سیرجان | 1        |          |          | 1       |
| 5       | شهنار جبريل       | عمان           |          |          | 1        | 1       |
| 5       | مانييشا كاليان    | غوكولام كيرالا |          |          | 1        | 1       |
| 5       | رغية جلال نسب     | شهرداری سیرجان | 1        |          |          | 1       |
| 5       | سامية عوني        | عمان           | 1        |          |          | 1       |
| 5       | كارين بايز        | غوكولام كيرالا |          |          | 1        | 1       |
| 5       | أميدة زويروفا     | بنيودكور       |          |          | 1        | 1       |